# Olga Reisner
Olga Reisner (* 1976 in Knittelfeld, Steiermark) ist eine österreichische Juristin. Von Juni 2010 bis April 2024 war sie Bezirkshauptfrau für den Bezirk Lienz in Tirol.

## Leben
Reisner ging in Innsbruck in die Schule und studierte anschließend Jus an der Universität Innsbruck, wo sie zur Dr. iur. promoviert wurde. Sie absolvierte ihr Gerichtsjahr ebenfalls in Innsbruck, ist ausgebildete Mediatorin und lebt in Lienz. 2002 trat sie in den Landesdienst ein. 
Im Jahr 2010 wurde sie von der Landesregierung Platter I zur Bezirkshauptfrau für den Bezirk Lienz bestellt. Im April 2024 wurde sie wegen Mängeln in Führungs- und Kommunikationsfragen und dem daraus resultierenden Vertrauensverlust der Landesregierung abberufen.